# M17 (モニター)
M17（英語: HMS M17）は第一次世界大戦時のイギリス海軍のM15級のモニター艦。

## 設計
沿岸砲撃用に設計された艦で、M17の主砲はBL 9.2インチMk X単装砲であり、ドレイク級装甲巡洋艦およびクレッシー級装甲巡洋艦用の予備だったものを利用したものである。9.2インチ砲に加えて12ポンド砲1門と6ポンド対空砲を装備した。装備する三段膨張式蒸気機関は800HPを出力し最高速力11ノットを発揮した。モニターの乗組員は69名の士官および兵卒から構成された。

## 建造
M17は1915年3月に発注され、これは「戦時緊急造船計画」の一部だった。ハートルプールにあるウィリアム・グレイ造船所で同月に起工され、同年5月12日に進水し、同年7月に竣工した。

## 第一次世界大戦
M17は1915年8月から1918年10月まで地中海に、そして1919年3月から9月までバルト海に送られた。

## 退役
M17は1920年5月12日に商用タンカーにするため売却され、同時に名前をTodejoeに変更した。